# Stegolepis celiae
Stegolepis celiae är en gräsväxtart som beskrevs av Bassett Maguire. Stegolepis celiae ingår i släktet Stegolepis och familjen Rapateaceae. Inga underarter finns listade i Catalogue of Life.